# ニック・ケイヴ 20,000デイズ・オン・アース
『ニック・ケイヴ 20,000デイズ・オン・アース』（20,000 Days on Earth）は2014年にイギリスで製作されたドキュメンタリー映画である。監督はイアン・フォーサイス、ジェーン・ポラードが務めた。なお、本作は2014年1月に開催されたサンダンス映画祭に出品され、2部門で賞を獲得した

## 概要
本作はオーストラリアのミュージシャンで、シンガーソングライター、作家、作曲家、脚本家など多岐にわたって活躍するニック・ケイヴの架空の一日を描写している。2013年にケイヴが出したアルバム『Push the Sky Away』の収録前後という設定である。

## 公開
本作は2014年1月20日に第30回サンダンス映画祭でプレミアを迎えた。同年2月に開催された第64回ベルリン国際映画祭のドキュメンタリー・パノラマでも上映された。

## 評価
本作は批評家から非常に高く評価されている。映画批評集積サイトのRotten Tomatoesには80件のレビューがあり、批評家支持率は95%、平均点は10点満点で7.8点となっている。サイト側による批評家の意見の要約は「『ニック・ケイヴ 20,000デイズ・オン・アース』はニック・ケイヴのファンなら必ず見るべき映画だ。」となっている。また、Metacriticには25件のレビューがあり、加重平均値は83/100となっている。

## 受賞
| 年   | 賞                                     | カテゴリ                                  | 対象                                     | 結果       |
| ---- | -------------------------------------- | ----------------------------------------- | ---------------------------------------- | ---------- |
| 2014 | 第30回サンダンス映画祭                 | グランプリ (ドキュメンタリー映画部門)     | イアン・フォーサイス、ジェーン・ポラード | ノミネート |
| 2014 | 第30回サンダンス映画祭                 | 監督賞 (ドキュメンタリー映画部門)         | イアン・フォーサイス、ジェーン・ポラード | 受賞       |
| 2014 | 第30回サンダンス映画祭                 | 編集賞 (ドキュメンタリー映画部門)         | ジョナサン・アモス                       | 受賞       |
| 2014 | シドニー映画祭                         | 作品賞                                    | イアン・フォーサイス、ジェーン・ポラード | ノミネート |
| 2014 | イスタンブール国際映画祭               | International Competition: FIPRESCI Prize | イアン・フォーサイス、ジェーン・ポラード | 受賞       |
| 2014 | 第17回英国インディペンデント映画賞     | 新人監督賞                                | イアン・フォーサイス、ジェーン・ポラード | 受賞       |
| 2014 | 第17回英国インディペンデント映画賞     | 芸術業績賞                                |                                          | ノミネート |
| 2014 | 第17回英国インディペンデント映画賞     | ドキュメンタリー映画賞                    |                                          | ノミネート |
| 2015 | 第30回インディペンデント・スピリット賞 | ドキュメンタリー映画賞                    |                                          | 未決定     |